# Tàu ngầm lớp Yugo
Tàu ngầm lớp Yugo là tên ký hiệu của NATO với tàu ngầm cỡ nhỏ lớp Una của Cộng hòa Dân chủ Nhân dân Triều Tiên. Nó được NATO gọi là Yugo vì Phương Tây tin rằng tàu ngầm Una được đóng tại Nam Tư những năm 1965 nên đặt tên là Yugo (vì từ Nam Tư trong tiếng Anh là Yugoslavia). 

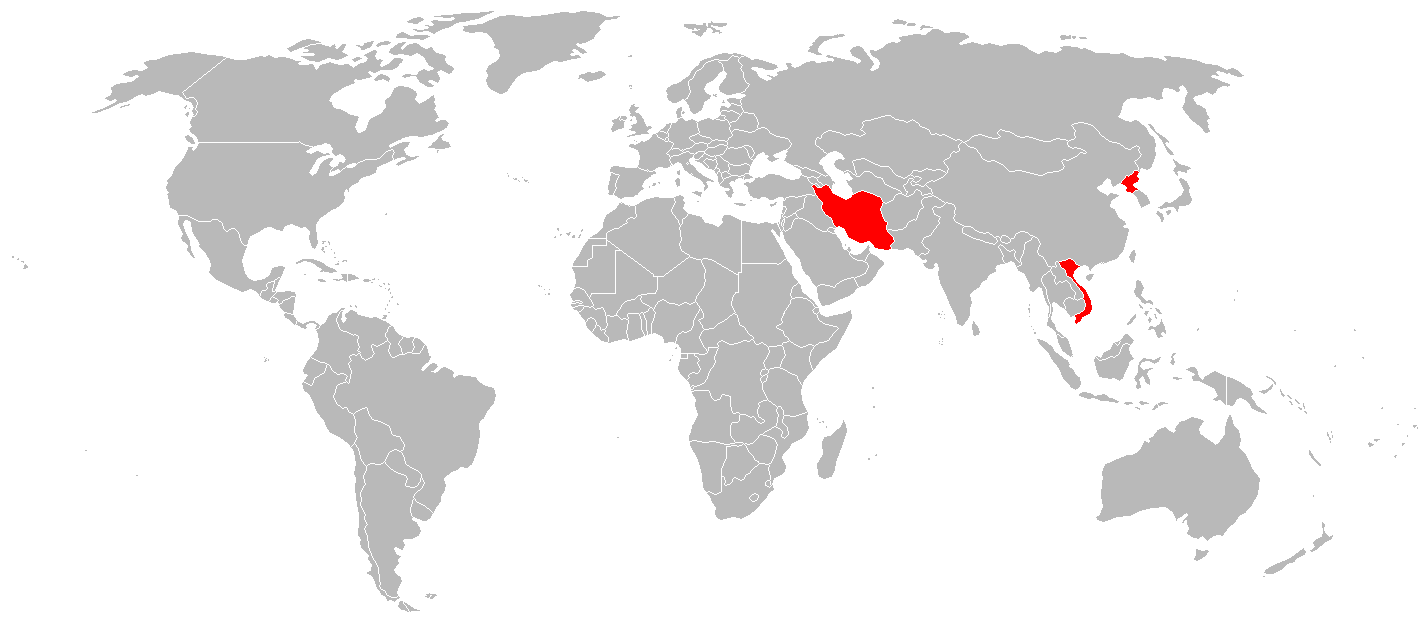
Các quốc gia được cho là sở hữu tàu ngầm Una (Yugo)

## Đặc điểm kỹ thuật
- Dài:20 m
- Rộng:3,1 m
- Độ choán nước:90-110 tấn
- Vận tốc:10 hải lý/giờ khi nổi, 4 hải lý/giờ khi lặn liên tục
- Tầm hoạt động:50-550 hải lý
- Động cơ:1 động cơ đơn diesel MTU 320 mã lực cùng 1 động cơ điện dự bị
- Thủy thủ đoàn:4 thủy thủ cùng 6-7 lính đặc nhiệm
- Hệ thống cảm biến và xử lý: Sonar và Radar mini
- Vũ khí: 2 ống phóng ngư lôi 406 mm

## Hoạt động
Tàu ngầm lớp Una đã được đóng tổng cộng 8 chiếc, năm 2012, chỉ còn khoảng 4 chiếc còn hoạt động. Triều Tiên còn giữ khoảng 2 chiếc nhưng đã cho nghỉ hưu 1 chiếc. 1997, Việt Nam được phía Triều Tiên chuyển giao cho 2 tàu ngầm lớp Yugo nhưng đã ngừng hoạt động năm 2012. Iran đang có khoảng 3 chiếc được chuyển giao năm 2007. Được thiết kế để vận chuyển lực lượng đặc công thay vì để giao tranh trên biển, những chiếc tàu ngầm này chỉ có thể giúp trong những dịp huấn luyện cơ giới dưới lòng biển hoặc tác chiến có giới hạn. Ngoài ra, tàu ngầm Yugo còn được dùng để huấn luyện chiến đầu cho đặc công nước, loại tàu này không có khả năng tác chiến với các tàu chiến và không có khả năng đối đầu với tàu ngầm. Hồi tháng 6/1998, một chiếc tàu ngầm lớp Yugo của Triều Tiên gặp tai nạn trên vùng biển quốc tế gần lãnh hải Hàn Quốc. Trong con tàu này người ta tìm thấy 9 thủy thủ Triều Tiên tử nạn. Đây là tàu ngầm duy nhất thuộc lớp Una bị mất trong khi làm nhiệm vụ..
Tàu ngầm lớp Sang-O (Sang-O trong tiếng Triều Tiên nghĩa là Cá mập) là phiên bản sau của tàu ngầm lớp Una, loại tàu này thực chất mới là tàu ngầm chứ không giống như Yugo. Tàu dài 150 m, nặng 370 tấn, trang bị 2 ống ngư lôi 533 mm và có thể rải mìn. Hải quân Bắc Triều Tiên hiện có 26 chiếc và thường xuyên dùng loại tàu này xâm nhập lãnh hải Hàn Quốc, 1 chiếc bị Hàn Quốc bắt ngày 18/6/1996.